# Sequenciação de proteínas
Sequenciação de proteínas é a determinação das sequências de aminoácidos que constituem um péptido; e também a determinação da conformação que adopta e se é complexado com outras moléculas não-péptidas. Descobrir as estruturas e funções de proteínas em organismos vivos é uma ferramenta importante para a compreensão dos processos celulares e permite que sejam mais facilmente desenhados medicamentos que atinjam vias metabólicas específicas.
Os dois principais métodos directos de sequenciação de proteínas são espectrometria de massa e a reacção de degradação de Edman. Também é possível gerar uma sequência de aminoácidos a partir de uma sequência de DNA ou mRNA que codifiquem a proteína, se esta for conhecida. Há também uma série de outras reacções que podem ser usadas para ganhar informação mais limitada sobre as sequências das proteínas e que podem ser usadas preliminarmente aos métodos já referidos ou para ultrapassar limitações específicas desse métodos.